# Fratelli della Sacra Famiglia di Belley

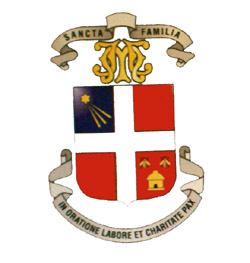
Lo stemma della congregazione

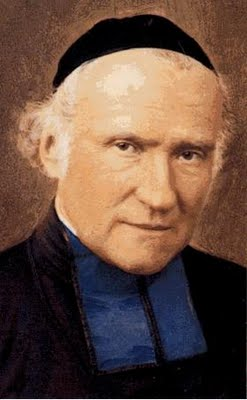
Gabriel Taborin, fondatore dell'istituto

I Fratelli della Sacra Famiglia di Belley (in latino Institutum Fratrum a Sancta Familia de Bellicio, in francese Institut des Frères de la Sainte-Famille de Belley) sono un istituto religioso maschile di diritto pontificio. I membri di questa congregazione laicale pospongono al loro nome la sigla F.S.F.

## Storia
La congregazione venne fondata nel 1835 a Belmont-Luthézieu (Ain) dal religioso francese Gabriel Taborin (1799-1864) con l'assistenza di Alexandre-Raymond Devie, vescovo di Belley: già attivo nel servizio della sagrestia nella cattedrale, Taborin volle organizzare una fraternità di insegnanti per l'educazione cristiana della gioventù nelle zone rurali della Francia, dove la pratica religiosa si era affievolita a causa della Rivoluzione.
L'opera godette sin dalle origini del sostegno di Jean-Marie Vianney, curato d'Ars-sur-Formans, che affidò ai Fratelli la scuola parrocchiale e indirizzò loro molte vocazioni religiose.
L'istituto ricevette il pontificio breve di approvazione il 28 agosto 1841: le sue costituzioni vennero approvate definitivamente dalla Santa Sede nel 1936.

## Attività e diffusione
I Fratelli della Sacra Famiglia si dedicano principalmente all'educazione cristiana ed all'istruzione primaria e secondaria della gioventù: sono attivi anche nel servizio nelle chiese.
L'abito tradizionale dei religiosi è costituito da una veste talare nera, una fascia alla vita annodata sul fianco sinistro, facciole blu orlate di nero che scendono dal colletto sul davanti della veste e crocifisso.
Sono presenti in Europa (Francia, Italia, Spagna), in Africa (Benin, Burkina Faso, Costa d'Avorio), in America (Argentina, Brasile, Colombia, Ecuador, Messico, Uruguay) e in Asia (Filippine, India): la sede generalizia è a Roma.
Al 31 gennaio 2005, l'istituto contava 64 case e 315 membri, 5 dei quali sacerdoti.